# Branka Bebić
Branka Bebić (sposata Krstulović) (Metković, 10 maggio 1975) è una modella croata.

## Biografia
È stata eletta Miss Croazia nel 1994. Ha rappresentato la Croazia a Miss Mondo 1994 il 19 novembre 1994, presso il Sun City Entertainment Centre di Sun City, in Sudafrica. Branka Bebić si è classificata tra le finaliste. In occasione del concorso di bellezza internazionale, Branka Bebić ha ottenuto il titolo di Regina continentale d'Europa.